# Les Magnils-Reigniers
 Les Magnils-Reigniers  es una población y comuna francesa, en la región de Países del Loira, departamento de Vendée, en el distrito de Fontenay-le-Comte y cantón de Luçon.

## Demografía
| 841 | 842 | 845 | 1102 | 1326 | 1395 |
| Para los censos de 1962 a 1999 la población legal corresponde a la población sin duplicidades (Fuente: INSEE [Consultar]) |     |     |      |      |      |